# Roddenberryus sargi
Roddenberryus sargi is een spinnensoort in de taxonomische indeling van de Caponiidae.
Het dier behoort tot het geslacht Roddenberryus. De wetenschappelijke naam van de soort werd voor het eerst gepubliceerd in 1899 door Frederick Octavius Pickard-Cambridge als Caponina sargi.